# Tarnabod
Tarnabod község Heves vármegye déli részén, a Hevesi járásban.

## Fekvése
Hevestől 13 kilométer, a vármegyeszékhely Egertől 32 kilométer távolságra fekszik, az M3-as autópályától néhány kilométerre délre.
A közvetlen szomszédos települések: észak felől Kompolt, északkelet felől Kál, kelet felől Erdőtelek, dél felől Boconád, nyugat felől pedig Tarnazsadány. Délkelet felől a legközelebbi település Heves városa, északnyugat felől pedig Nagyút, de közigazgatási területei (kevés híján) egyikével sem határosak.

### Megközelítése
Csak közúton érhető el, Boconád vagy Kál felől, a 3204-es és a 3207-es utat összekötő 32 108-as számú mellékúton.

## Története
A település területén már a kőkorban is éltek emberek. Ezt bizonyítja a falu határában feltárt újkőkori telep. Középkori oklevelekben Bood néven említik.Már a XIV. században fennállott. Az 1333. évi pápai tizedjegyzék lajstromában is szerepel, a mikor Borhy Lőrincz 8 garast fizetett. A tatárjáráskor a község elpusztult a templommal, a melyet azonban ugyanott ismét felépítettek és körülötte alakult az új helység. A XV. században már plebániája is volt, melyhez a mai Kál helység, mint fiókegyház tartozott. 1446-ban mint Kál határosa fordul elő. Az 1546. évi adóösszeírásban 3 portával szerepel. 1549-ben 3 adóköteles, 7 elszegényedett és 3 adómentes jobbágytelket vettek itt fel az összeírásba, 2 telken nemesek laktak. Az 1552. évi összeírás alkalmával 5 portát vettek itt fel, megjegyzi azonban az összeírás, hogy az ez évi adó második részlete nem volt behajtható. 1552-ben elpusztult, 1553–54-ben újra kezdték felépíteni, az 1554. évi adóösszeírásban is az újonnan épült helységek között szerepel, mind a mellett az 1564. évi adóösszeírás az elhagyott (t. i. melyeknek lakói elfutottak) helységek között sorolja fel. 1635-ben egy nemesi kúriát és 1 1/4 portát vettek itt fel az összeírásba. Az 1647-ben és 1675-ben eszközölt összeírás szerint csupán nemesek és egy kovácsmester lakták, 1684-ben Huszár Imre birtokában találjuk. Az 1693. évi összeírásban Tarnócza-Bod néven szerepel, ekkor Császár Péter birtoka. 1741-ben a Nyáry család birtokában találjuk. A XIX. század első felében Almásy István, báró Orczy, gróf Szapáry, Saághy, Csoma, Goszthony és a Subich családok, továbbá gróf Almássy György bírtak itt földesúri joggal. Később a gróf Zichy család szerzett itt birtokot. A kath. templom 1780–90 között épült Szentmihályi Mihály és a hívek adományából, a régi templom köveinek felhasználásával. A község területe 1803 k. hold, lakóházak száma 167 és a lakosság 1026 lélek, a kik 2 német kivételével magyarok s 5 izr. híján róm. kath. vallásúak. A község postája Kál, távíróállomása Kál és Erdőtelek, vasúti állomása Kál-Kápolna. E helységhez tartozik Pusztabáb. 

### Tarnabod, mint „Befogadó falu”
- 2004-ben indult a „Befogadó falu” program, elsőként Tarnabodon a Magyar Máltai Szeretetszolgálat és a Tutor Alapítvány közreműködésével. A szociális programban hajléktalan családok költöztek a település házaiba, kaptak lehetőséget az újrakezdésre, az önálló otthon megteremtésére.
- Elektronikai bontóüzem: 2006-ban hozta létre a Magyar Máltai Szeretetszolgálat Befogadás Közhasznú Társaság Tarnabodon. Az üzem mintegy 600 tonna elektronikai eszközt bont szét évente, alacsony képzettségű helyi lakosoknak ad munkát. Az üzemet 2020. január 1-jétől átvette a Glia Kft.,  amelyet 2021-ben pályázat keretében felújított és jelenleg is üzemeltet, számos helyi lakost foglalkoztatva.
- Mip Tanti Játszóház: 2007-ben a falu főterén álló bezárt kocsmát játszóház zá - alternatív napközbeni ellátássá - alakították. Nevét a Befogadó falu programot támogató holland Wilhelmina Johanna van Wetten-Rensen[halott link] asszonyról kapta. Itt folyik a helyi iskolások étkeztetése és délutáni szabadidős fejlesztése. Később a Játszóház továbbfejlesztésével a közösségi tér 2009-ben Ifjúsági Információs Pont tá majd 2010-ben Ifjúsági Információs és Tanácsadó Irodává vált.
- Máltai Óvoda és Általános Iskola: 2011-től a Magyar Máltai Szeretetszolgálat átvette az önkormányzattól a helyi oktatási intézményeket. Ez volt az első általános iskola és óvoda Magyarországon, amit a Magyar Máltai Szeretetszolgálat Iskola Alapítvány üzemeltetett.

#### Publikációk az első befogadó faluról
- Otthonom, Tarnabod: Hajdú Eszter 2004-ben készített 55 perces dokumentumfilmje a Befogadó falu program első évében kísért 3 családot és betekintett a falu életébe.
- Otthon, álom, Tarnabod: Szuromi Rita 2007-ben kiadott 182 oldalas könyve a tarnabodi Befogadó falu programról.

### A Felzárkózó Települések program[3]
Tarnabod, 2019-ben, az elsők között csatlakozott a Felzárkózó Települések Programhoz. A Felzárkózó Települések Program a diagnózisalapú felzárkóztatási stratégián alapszik. A Felzárkózó Települések program komponensei közül Tarnabod az, ahol a legtöbb szegmensben megvalósult már, vagy éppen megvalósítás alatt van valamilyen felzárkóztató projekt. Ez az, ami a programban résztvevő települések közül is kiemeli, a sajtó körében is egyre többet hangoztatott „mintafalu”, rangra emeli a települést. Tarnabod ezzel az innovációs felzárkóztató programok egyik kísérleti műhelyévé vált.

## Nevezetességei
- Római katolikus templom: 1720-ban kezdték építeni. Barokk stílusú. Szent István király tiszteletére felszentelt. Egyhajós, keletelt, nyugati homlokzati tornyos, poligonális szentélyzáródású, a szentély felől kontyolt nyeregtetős templom. A szentély északi oldalán sekrestye. Csehboltozatos hajó és szentély. A hajó nyugati oldalán síkfödémes karzat. Berendezés: jellemzően 18. század vége, 20. század. Épült Szent-Mihályi Mihály boconádi plébános, illetve az egri püspökség költségén. 1779-ben renoválták, s tornyot építettek hozzá 1789-ben. 1802-ben a boltozatot gr. Almásy Pál költségén újjáépítették. 1840-ben, majd 1851-ben az Almásy család renováltatta. Műemlék.
- Páduai Szent Antal-szobor. A templom kertjében áll. Műemlék.
- Út menti kereszt: 1792-ben állították a jelenlegi iskola és népház között a jellegzetes kőkeresztet pléh Krisztussal. A keresztet 2011-ben a Magyar Máltai Szeretetszolgálat megbízására Németh Bertalan helyi művész újította fel, de a kőkeresztet néhány hónap múltán egy óriási vihar ledöntötte, széttörte. A kő talapzata és a pléhkrisztus megmaradt, amihez a kőkeresztet fakereszttel pótolták.

## Közélete

### Polgármesterei
- 1990–1994: Kovács László (független)[10]
- 1994–1998: Kovács László (független)[11]
- 1998–2001: Kovács László (független)[12]
- 2001–2002: Pető Zoltán (független)[13][14]
- 2002–2006: Pető Zoltán (független)[15]
- 2006–2010: Pető Zoltán (MSZP)[16]
- 2010–2014: Pető Zoltán (MSZP)[17]
- 2014–2019: Pető Zoltán (független)[18]
- 2019–2023: Pető Zoltán (független)[19]
- 2023–2024: Pető Sándor (független)[20]
- 2024– : Pető Sándor (független)[1]

A településen 2001. december 2-án időközi polgármester-választást tartottak, mert az előző faluvezetőnek – még tisztázást igénylő okból – megszűnt a polgármesteri tisztsége. 2023. április 23-án ugyancsak időközi polgármester-választást kell tartani a községben, az előző polgármester 2023. január 23-án bekövetkezett halála miatt.

## Itt születtek, itt éltek
- Kalicz Nándor régész, az MTA doktora, 1928. március 8-án itt született.
- Szalay Lajos világhírű, Kossuth-díjas grafikus édesanyja, Sike Karolin tarnabodi volt. A kis Lajos – későbbi beszámolói szerint – a gyerekkora legboldogabb időszakát itt töltötte. Az első rajzaiban rejlő tehetséget is a helyi tanító fedezte fel.
- Itt született Berényi Andrásné (szül. Nagy Rozália, 1887–1973) urasági cseléd, emlékíró.

## Népesség
A település népességének változása:
| Lakosok száma | 644  | 615  | 629  | 637  | 695  | 739  | 722  |
|               | 2013 | 2014 | 2015 | 2021 | 2022 | 2023 | 2024 |

2001-ben a település lakosságának 66%-a magyar, 34%-a cigány nemzetiségűnek vallotta magát.
A 2011-es népszámlálás során a lakosok 90,4%-a magyarnak, 45,2% cigánynak, 0,5% németnek mondta magát (9,1% nem nyilatkozott; a kettős identitások miatt a végösszeg nagyobb lehet 100%-nál). A vallási megoszlás a következő volt: római katolikus 32,8%, református 2,1%, görögkatolikus 0,3%, felekezeten kívüli 26,4% (32,1% nem nyilatkozott).
2022-ben a lakosság 92,7%-a vallotta magát magyarnak, 61,2% cigánynak, 0,4% németnek, 0,1% szlováknak, 3,2% egyéb, nem hazai nemzetiségűnek (7,3% nem nyilatkozott; a kettős identitások miatt a végösszeg nagyobb lehet 100%-nál). Vallásuk szerint 16% volt római katolikus, 1,2% református, 0,6% görög katolikus, 5,6% egyéb keresztény, 0,9% egyéb katolikus, 54,4% felekezeten kívüli (21,4% nem válaszolt).

## További források
- TABIK - Tarnabodi Ifjúsági Információs Központ
- Tarnabodi Mazsola Gyerekház
- Tarnabod az utazom.com honlapján
- Tarnabod műemlékei
- Tarnabod
- Tarnabod, a befogadó falu Archiválva 2010. november 12-i dátummal a Wayback Machine-ben